# Christianizace

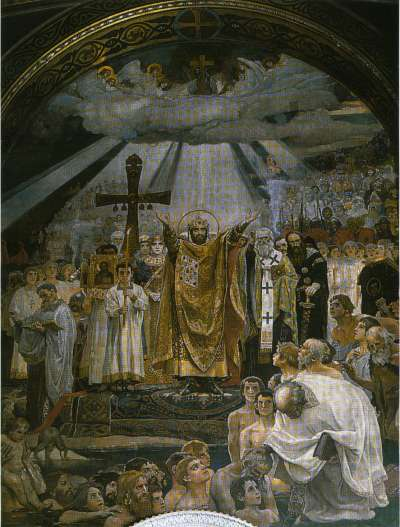
Obraz Pokřtění Kyjevanů od Viktora Vasněcova.

Christianizace (pokřesťanštění) je pojem označující proces konverze jedinců či většího množství lidí ke křesťanství. Do tohoto pojmu se též zahrnuje přetvoření původní pohanské kultury, náboženských představ, významných pohanských míst a kalendáře tak, aby vyhovovaly potřebám křesťanství vzhledem k misijní činnosti založené na tradici tzv. „Velkého poslání“, což je náboženský termín, kterým bývá míněna evangelizace. Křesťané obvykle na základě textu Bible (Mt 28,19.20 = evangelium Matoušovo, 28 kapitola, 19, 20) věří, že k evangelizaci dal pokyn Ježíš Kristus.

## Historie
Samotný proces christianizace byl během historického vývoje místy relativně mírumilovný a místy naopak velmi násilný. Někdy tedy bylo křesťanství přijato vyloženě z politických pohnutek, jindy se vedla válečná tažení za účelem donucení místní populace k přijetí křesťanství. Ke konverzi tak docházelo spíše shora. V období antiky byla christianizace ovlivňována jen částečně pomocí zákonů zaměřeným proti domorodým náboženským zvykům, oficiálními přeměnami pohanských chrámů na křesťanské kostely a postavení kostelů na místě původních náboženských míst. Proces byl též ovlivněn prohlášením pohanských bohů za démony, tradičních zvyků za čarodějnictví a částečnou christianizací ohledně jasného vymezení zákazu existujících obřadů pod trestem mučení nebo smrti. Přeměna domorodých náboženských a kulturních činností a představ do křesťanské podoby byla oficiálně schvalována.

## Christianizace
V knize Bedy Ctihodného jménem Historia ecclesiastica gentis Anglorum (Církevní historie anglického lidu) je zachován dopis papeže Řehoře I. Mellitovi. V tomto listu papež tvrdí, že konverze budou snazší, jestliže bude lidem umožněno zachovat si vnější podoby jejich tradic spolu s tvrzením, že tradice jsou prováděny pro slávu křesťanského Boha, "takže zatímco jim budou povoleny některá potěšení či radosti, mohou pak být mnohem povolnější k přijetí vnitřního spojení s milostí Boží". Celý proces byl tedy zamýšlen tak, aby tradice a zvyky nadále existovaly, ale odůvodnění jejich existence mělo být zapomenuto, resp. postupně změněno. Podobné cíle byly sledovány i v případě synody o Amazonii.
Ve světě probíhala christianizace různě. Například v Africe se hovoří o třech velkých fázích christianizace. První (apoštolská) a třetí (soudobá) fáze zachovává respekt k afrických tradicím a náboženským představám kompatibilním s křesťankou naukou. Druhá fáze (16. až 19. stol.) spjatá s kolonialismem je dnes africkými teology a mysliteli silně kritizována pro neúctu a naprosté nerespektování afrického života, africké filozofie, bohatých náboženských tradic, kultur a jazyků.